# Silver Linings (album)
Silver Linings è il quarto album in studio del cantante belga Milow, disponibile in versione deluxe con canzoni aggiuntive registrate dal vivo.

## Tracce
1. Learning How to Disappear – 3:42
2. Echoes in the Dark – 3:19
3. We Must Be Crazy – 3:31
4. Mistaken – 3:58
5. Blue Skies – 2:26
6. Against the Tide – 3:05
7. Wind Me Up – 3:35
8. You're Still Alive in My Head – 4:02
9. The Golden Hour – 2:59
10. My Mother's House – 3:52

Durata totale: 34:29

## Deluxe edition
1. The Loneliest Girl in the World (Live) – 2:59
2. So Long So Long (Live) – 3:44
3. Minus One (Live) – 3:01
4. Cowboys Pirates Musketeers – 3:46
5. 22 Children (Live) – 3:31
6. Eye of the Storm (Live) – 2:30
7. Arms of a Better Man (Live) – 2:34
8. I Was a Famous Singer (Live) – 3:50

Durata totale: 25:55